# 李楚媛
李楚媛（652年—705年3月21日），唐朝宗室女，封东光县主，唐太宗孙女，纪王李慎第三女。
她年幼时就以孝顺恭谨著名，八岁时听说父亲李慎有病在身，担心得不肯吃饭，李慎爱护女儿，骗她说自己已经痊愈，李楚媛见父亲脸色还未好转，始终不肯进食，内外都称道她的孝行。十六岁封东光县主，嫁给司议郎裴仲将，夫妻和睦，婆婆生病，她亲尝药膳，对妯娌，而使得她们喜欢自己。当时皇族女子大多骄奢，李楚媛节俭朴素，被这些人讥笑：“人生富贵在得志，今独守勤苦，欲何求？”李楚媛说：“幼而好礼，今而行之，非得志谓何！观自古贤妃淑女，皆以恭俭为美，纵侈为恶。辱亲是惧，何所求乎；富贵倘来之物，何足骄人！”这些人都惭愧而佩服她。永昌元年（689年）李慎被诬告谋反，流放途中去世。她得知父亲李慎的死讯，哀号悲痛，吐血数升，守丧期满，近二十年不用润发的油脂。神龙初年，唐中宗即位后，李慎归葬昭陵，李楚媛听说后，高兴得晕倒，苏醒后对诸子说：“为我谢亲戚，酷愤已雪，下见先王无恨矣。”言未尽就去世了，当时是神龙元年二月二十二日（705年3月21日），享年五十四岁。 唐中宗在章善门为她举哀。她有十子十女。四子官至大夫：裴遇、裴遘、裴迈；少子裴德，官至河南尹兼东都留守上柱国。